# 38669 Michikawa
38669 Michikawa este o planetă minoră (asteroid) din centura de asteroizi. A fost descoperită pe 3 august 2000 la Bisei Spaceguard Center⁠(d) de BATTeRS⁠(d). 
Obiectul prezintă o orbită caracterizată de o semiaxă mare de 2,5712034 UAi, o excentricitate de 0,09, o înclinație de 2,99447 ° în raport cu ecliptica.